# ムジカ・エレットロニカ・ヴィヴァ
ムジカ・エレットロニカ・ヴィヴァ（Musica Elettronica Viva、MEV）は、イタリアのローマに拠点を置く即興音楽家集団。1966年に結成された。長年に渡り、アルヴィン・カラン、リチャード・タイテルバウム、フレデリック・ジェフスキー、アラン・ブライアント、ギャレット・リスト、キャロル・プランタムラ、イヴァン・バンドール、スティーヴ・レイシー、カール・ベルガー、ジョン・フェットプレイスなどがメンバーを務めている。
シンセサイザーを使って音の加工をいち早く行った実験音楽家集団であった。1967年にベルリンで行われた演奏会では、ジョン・ケージの「Solo for Voice 2」を、プランタムラがモーグ・シンセサイザーを用いて自分の声を変換し演奏した。また、窓ガラスやオリーブ油の缶といった「非音楽的な物体」から発せられる音を増幅し演奏に用いたが、これが原因となってイタリアでは暴動が起きたため、同国内では悪名高き存在となった。構成メンバーは個々が作曲家として活動しているが、今日までグループとしての活動も積極的に行っている。最近では、カラン、タイテルバウム、ジェフスキーが2007年にタングルウッド音楽祭で演奏を行った。
1960年代、ムジカ・エレットロニカ・ヴィヴァのスタジオは、ローマ・トラステヴェレ地区のピエトロ・ペレッティ通りにある建物の1階にあった。ピエトロ・ペレッティ通りとジェノヴェージ通りの交差点角にある建物の2階には、ブライアントが住んでいた。3街区を離れて、ルーチェ通りの55番地の5階にはジェフスキーが住み、66番地の4階にはタイテルバウムが住んでいた。プランタムラは、ルーチェ通りとジウリオ・チェザーレ・サンティーニ通りの交差点角に住んでいた。カランの住居は2kmほど離れた場所にあり、ナヴォーナ広場の近く、オルソ通りにあった。

## ディスコグラフィ

### アルバム
- Friday (1969年、Polydor)
- 『都市を離れろ』 - Leave The City (1970年、BYG Records)
- 『ザ・サウンド・オブ・プール』 - The Sound Pool (1970年、BYG Records)
- Live Electronic Music Improvised (1970年、Mainstream Records) ※AMMとのスプリット
- United Patchwork (1978年、Horo Records)
- The Original (1996年、IRML)
- Rome Cansrt (1999年、IRML)
- Spacecraft / Unified Patchwork Theory (2001年、Alga Marghen)
- Pieces (2004年、IRML)
- Apogee (2005年、Matchless Recordings) ※AMMとの共作
- 7 2 Berlz (2008年、IRML)
- Symphony No 106 (2016年、Les Disques Victo)
- Symphony 108. Live at Brno Philharmonic (2017年、Hermes' Ear)

### コンピレーション・アルバム
- MEV 40 (2008年、New World Records)